# 橋立町
橋立町（はしたてまち）は、かつて石川県江沼郡に存在した町。現在の加賀市北部に相当する。

## 地理
橋立丘陵がそのまま突出するように岩石海岸が形成されており、天崎、加佐の岬がある。橋立海水浴場、黒崎海水浴場、片野海水浴場などがあり、夏季には多くの観光客が訪れる。

## 歴史
- 1889年（明治22年）4月1日 - 町村制の施行により、江沼郡橋立村及び小塩村の区域をもって、江沼郡橋立村が発足する。
- 1930年（昭和5年）1月1日 - 江沼郡橋立村及び黒崎村が合併して、改めて江沼郡橋立村が発足する。
- 1947年（昭和22年）10月26日 - 昭和天皇の戦後巡幸。橋立漁港を視察[1]。
- 1952年（昭和27年）6月10日 - 江沼郡橋立村が町制施行して、江沼郡橋立町となる。
- 1958年（昭和33年）1月1日 - 江沼郡大聖寺町、片山津町、橋立町、動橋町、山代町、南郷村、三谷村、三木村及び塩屋村が合併して、加賀市が発足する。8大字は加賀市の町名に継承。

## 経済
江戸時代から明治時代にかけて、橋立港は北前船の拠点として栄えた。明治期までは回船関係の従事者が多かった。現在の橋立港はズワイガニや甘エビなどの水揚げで知られる。

## 交通

### 道路
- 石川県道19号橋立港線
- 石川県道143号深田片野下福田線
- 石川県道148号小塩潮津線
- 石川県道295号小松加賀自転車道線

## 名所・旧跡・観光スポット
- 加賀橋立 - 重要伝統的建造物群保存地区。
- 北前船の里資料館 - 北前船に関する様々な資料を公開。
- 加佐の岬
- 長者屋敷跡 - 砂丘上にある凝灰岩の台地。
- 片野鴨池
- 加賀橋立温泉
- 出水神社
- 加賀百万石時代村